# Список мостів через Рось
У списку подано всі існуючі мости через річку Рось, згруповані за областю та розташовані по-порядку від витоків до гирла.

## Київська область
| Міст (назва або маршрут)            | Населений пункт                  | Тип мосту                    | Зображення |
| ----------------------------------- | -------------------------------- | ---------------------------- | ---------- |
| Технологічний міст                  | Косівка                          | Автомобільний                |            |
| Автошлях Р17                        | Косівка                          | Автомобільний                |            |
| Пішохідний міст                     | Шевченкове                       | Пішохідний                   |            |
| Пішохідний міст                     | Зрайки                           | Пішохідний                   |            |
| Автомобільний міст                  | Завадівка Рачки                  | Автомобільний                |            |
| Автошлях Р17 Автошлях Р18           | Володарка                        | Автомобільний                |            |
| Дамба                               | Щербаки, Городище-Пустоварівське | Автомобільний                |            |
| Підвісний міст                      | Щербаки, Городище-Пустоварівське | Пішохідний                   |            |
| Автомобільний міст                  | Яблунівка                        | Автомобільний                |            |
| Автомобільний міст                  | Городище                         | Автомобільний                |            |
| Дамба                               | Глибочка                         | Пішохідний                   |            |
| Підвісний міст                      | Чмирівка                         | Пішохідний                   |            |
| Дерев'яний міст                     | Біла Церква                      | Пішохідний                   |            |
| Центральний міст (на Замковій горі) | Біла Церква                      | Автомобільний                |            |
| Гребля                              | Біла Церква                      | Пішохідний                   |            |
| Таращанський міст                   | Біла Церква                      | Автомобільний                |            |
| Шлюз                                | Шкарівка                         | Пішохідний                   |            |
| Автошлях М 05                       | поблизу Шкарівки                 | Автомобільний                |            |
| Дерев'яний міст                     | Коженики                         | Пішохідний                   |            |
|                                     | Бирюки                           | Автомобільний                |            |
| Дерев'яний міст                     | Пугачівка                        | Автомобільний                |            |
|                                     | Острів                           | Пішохідний                   |            |
| Напівзруйнований автомобільний міст | Острів                           | Пішохідний                   |            |
| Залізничний міст                    | Рокитне                          | Залізничний                  |            |
| Автомобільний міст                  | Рокитне                          | Автомобільний                |            |
| Автомобільний міст                  | Синява                           | Автомобільний                |            |
| Дерев'яний міст                     | Синява                           | ?                            |            |
| Автомобільний міст                  | Бушеве                           | Автомобільний                |            |
|                                     | Саварка                          | Пішохідний                   |            |
| Автомобільний міст                  | Дибинці / Чайки                  | Автомобільний                |            |
| Міст на вулиці Івана Франка         | Богуслав                         | Автомобільний                |            |
| Шлюз                                | Богуслав                         | Автомобільний                |            |
| Міст до заводу продтоварів          | Богуслав                         | Автомобільний                |            |
| Підвісний міст                      | Богуслав                         | Пішохідний                   |            |
| Міст на вулиці Окружній             | Богуслав                         | Автомобільний                |            |
| Дерев'яний міст                     | Дешки                            | Автомобільний (для легківок) |            |
| Вантовий міст                       | Дешки                            | Пішохідний                   |            |

## Черкаська область
| Назва                   | Населений пункт        | Тип мосту     | Зображення |
| ----------------------- | ---------------------- | ------------- | ---------- |
| Понтонний міст          | Стеблів                | Пішохідний    |            |
| Гребля Стеблівської ГЕС | Стеблів                | Автомобільний |            |
| Автошлях Н 01           | Корсунь-Шевченківський | Автомобільний |            |
|                         | Корсунь-Шевченківський | Автомобільний |            |
| Дамба ГЕС               | Корсунь-Шевченківський | Пішохідний    |            |
|                         | Корсунь-Шевченківський | Автомобільний |            |
|                         | Корсунь-Шевченківський | Пішохідний    |            |
|                         | Корсунь-Шевченківський | Пішохідний    |            |
|                         | Корсунь-Шевченківський | Пішохідний    |            |
| Підвісний міст          | Корсунь-Шевченківський | Пішохідний    |            |
| Підвісний міст          | Карашина               | Пішохідний    |            |
|                         | Корсунь-Шевченківський | Залізничний   |            |
|                         | Корсунь-Шевченківський | Залізничний   |            |
| Підвісний міст          | Корсунь-Шевченківський | Пішохідний    |            |
|                         | Набутів                | Автомобільний |            |
| Автошлях Т2403          | Драбівка               | Автомобільний |            |
|                         | Сахнівка               | Автомобільний |            |
|                         | Лука                   | Автомобільний |            |
|                         | Лука                   | Пішохідний    |            |
| Автошлях Р 10           | Межиріч                | Автомобільний |            |
|                         | Хмільна                | Пішохідний    |            |
|                         | Хмільна                | Автомобільний |            |
| Підвісний міст          | Михайлівка             | Пішохідний    |            |